# Groß Neuendorf

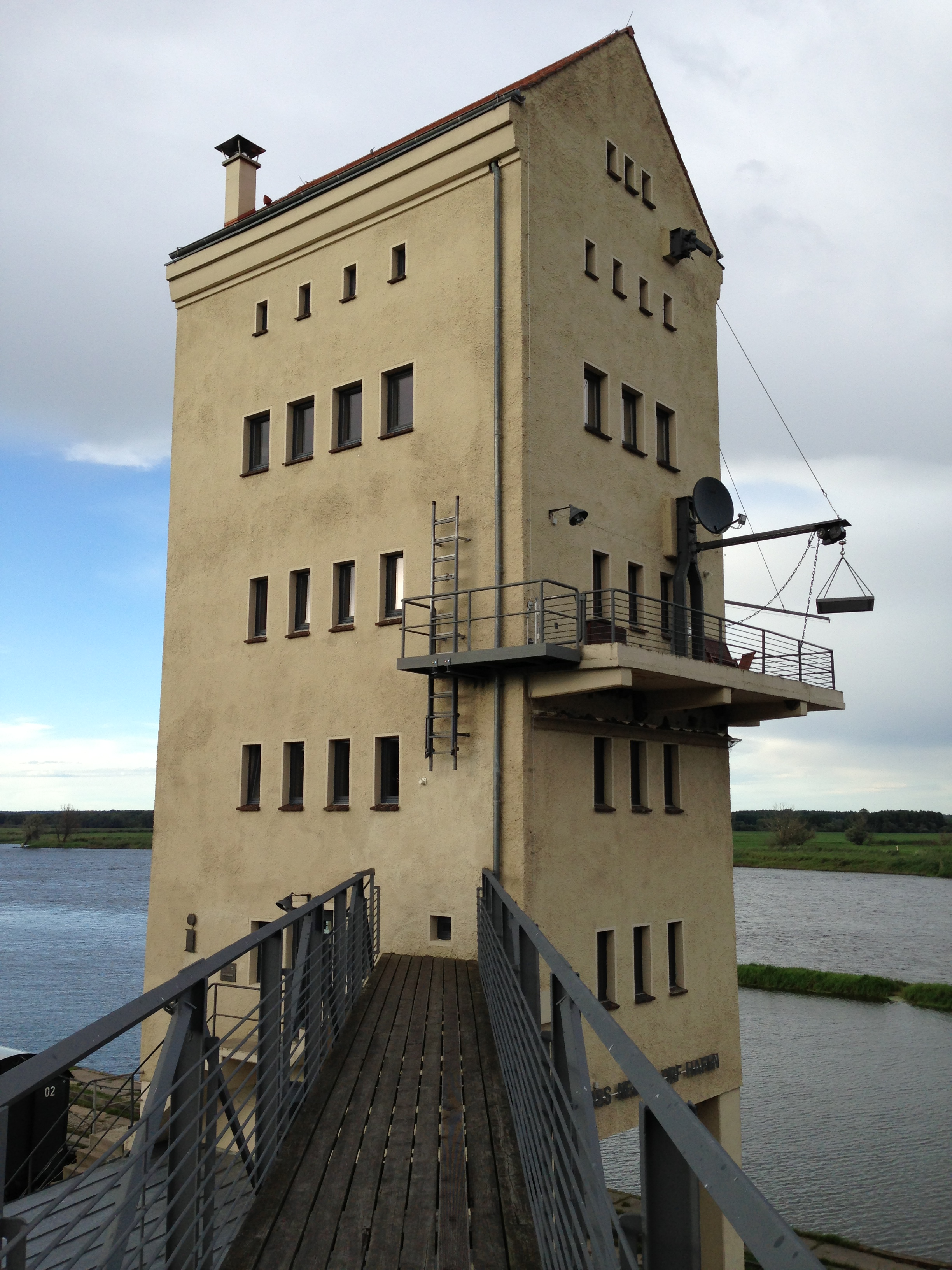
Bevrachten toren in Groß Neuendorf (2013)

Groß Neuendorf is een plaats in de Duitse gemeente Letschin, deelstaat Brandenburg, en telt 430 inwoners.